# Mónica y el sexo
Mónica y el sexo fue un programa de televisión que se emitió en Cuatro entre el 20 de septiembre y el 8 de noviembre de 2019. En él, Mónica Naranjo descubría cómo se trata el tema de la sexualidad en diferentes países y culturas del mundo.

## Formato
En Mónica y el sexo, la cantante Mónica Naranjo viaja por diferentes países del mundo acompañada de algún famoso para mostrar cómo personas de distintos países y culturas tratan el tema de la sexualidad y las relaciones y prácticas sexuales, además de cómo lo aplican a su vida. Así, a través de entrevistas, se crea una historia bajo esta temática con el objetivo, también, de alcanzar una conclusión sobre cómo se ve el tándem mujer-sexo en cada país e incluso entre las propias mujeres.

## Equipo
- Mónica Naranjo – Presentadora.
- Ana Joven – Guionista y directora.
- Miguel Bosch – Realizador y codirector.
- Eva Moreno – Sexóloga (aparece de manera esporádica en cada capítulo).

## Episodios y audiencias
| Programa | Título                       | Países        | Invitados                                                | Fecha de emisión | Audiencia      |
| -------- | ---------------------------- | ------------- | -------------------------------------------------------- | ---------------- | -------------- |
| 1        | Muerta de cintura para abajo | España        | Ana Milán Carmen Lomana                                  | 20/09/2019       | 628 000 (7,4%) |
| 2        | El viaje pendiente           | España Japón  | José Corbacho                                            | 27/09/2019       | 511 000 (6,1%) |
| 3        | Una patada en los cojones    | España Japón  | José Corbacho                                            | 04/10/2019       | 366 000 (6,1%) |
| 4        | Aquí empieza todo            | España México | Ana Milán Ana Bárbara Dulce                              | 11/10/2019       | 307 000 (4,9%) |
| 5        | Mónica, ese icoño gay        | España México | Ana Milán Christian Chávez Alex de la Croix              | 18/10/2019       | 302 000 (4,5%) |
| 6        | La chavalería y el sexo      | España        | Alex de la Croix Abel Azcona Flavita Banana Mueveloreina | 25/10/2019       | 239 000 (3,6%) |
| 7        | Comando Chocho-Loco          | España Brasil | Boris Izaguirre                                          | 01/11/2019       | 211 000 (3,5%) |
| 8        | Hasta aquí hemos llegado     | España Brasil | Boris Izaguirre Anitta José Corbacho Ruth Lorenzo        | 08/11/2019       | 244 000 (4,5%) |

### Reposiciones
| Programa | Título                       | Países        | Invitados                                                | Fecha de emisión | Audiencia       |
| -------- | ---------------------------- | ------------- | -------------------------------------------------------- | ---------------- | --------------- |
| 1        | Muerta de cintura para abajo | España        | Ana Milán Carmen Lomana                                  | 14/01/2020       | 746 000 (14,0%) |
| 2        | El viaje pendiente           | España Japón  | José Corbacho                                            | 14/01/2020       | 326 000 (11,1%) |
| 3        | Una patada en los cojones    | España Japón  | José Corbacho                                            | 21/01/2020       | 595 000 (13,3%) |
| 4        | Aquí empieza todo            | España México | Ana Milán Ana Bárbara Dulce                              | 21/01/2020       | 207 000 (8,2%)  |
| 5        | Mónica, ese icoño gay        | España México | Ana Milán Christian Chávez Álex de la Croix              | 28/01/2020       | 644 000 (14,9%) |
| 6        | La chavalería y el sexo      | España        | Álex de la Croix Abel Azcona Flavita Banana Mueveloreina | 28/01/2020       | 316 000 (11,9%) |
| 7        | Comando Chocho-Loco          | España Brasil | Boris Izaguirre                                          | 04/02/2020       | 656 000 (18,9%) |
| 8        | Hasta aquí hemos llegado     | España Brasil | Boris Izaguirre Anitta José Corbacho Ruth Lorenzo        | 11/02/2020       | 763 000 (20,2%) |

## Audiencia media
| Edición                              | Programas | Fecha | Cadena | Espectadores | Cuota |
| ------------------------------------ | --------- | ----- | ------ | ------------ | ----- |
| Mónica y el sexo (Primera temporada) | 8         | 2019  | Cuatro | 351 000      | 5,1%  |
| Mónica y el sexo (Reposiciones)      | 8         | 2020  | Cuatro | 531 000      | 14,0% |